# 華業公寓

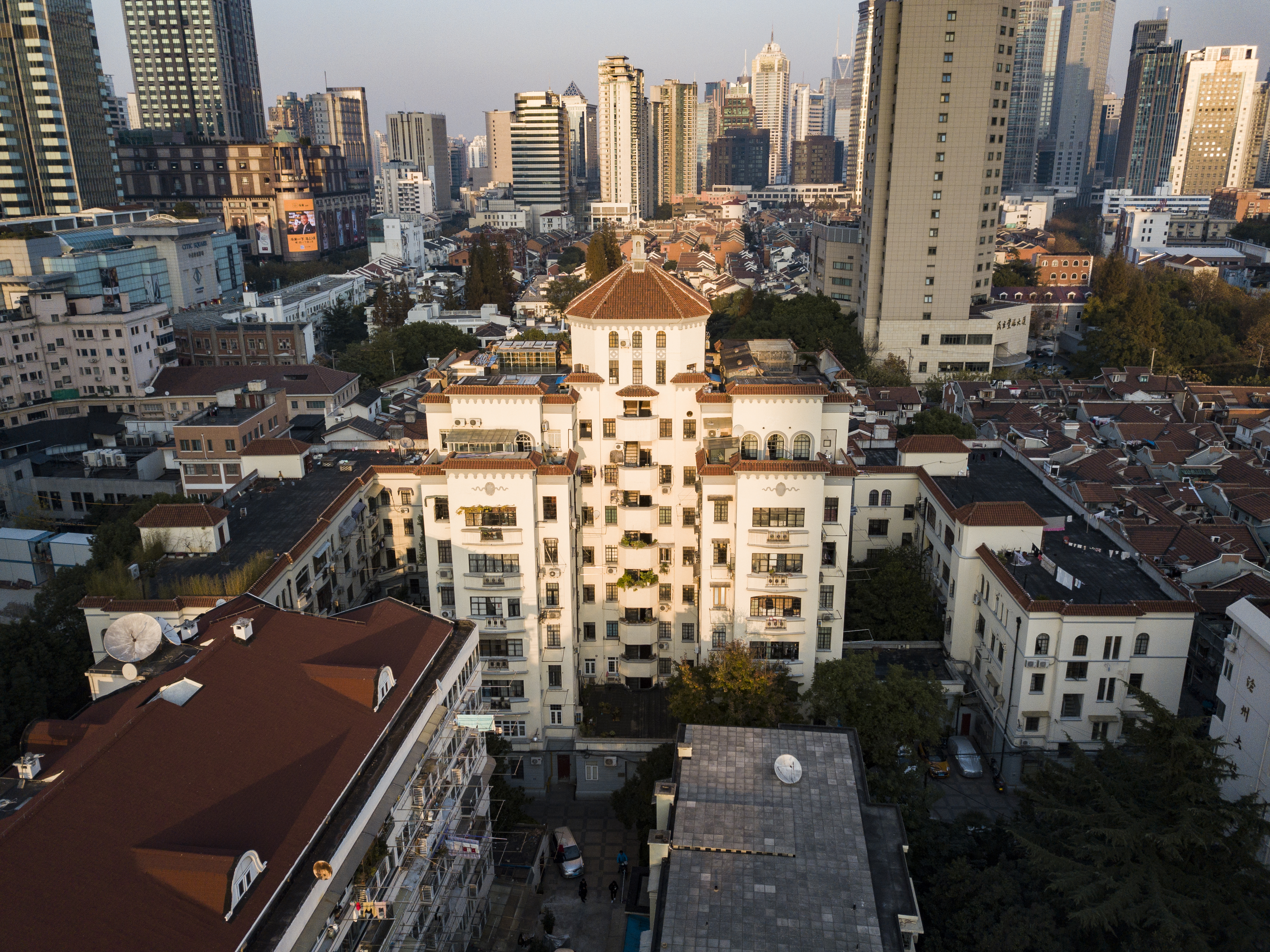
華業公寓

華業公寓（英語: Cosmpolitian Apartments）、は上海市静安区の歴史建築である。1989年、華業公寓は上海市優秀歴史建築に入選した。
華業公寓は1934年に竣工し、ネーミングはディベロッパーの「華業信託公司」から由来する。1949年以降、華業公寓は共産党政権に接収された。
華業公寓は上海有数の高級マンションだったため、多くの文化人・芸能人はここの住民だった。